# 거버 프로덕트 컴퍼니
거버 프로덕트 컴퍼니(Gerber Products Company)는 미국의 이유식 및 유아용품 공급업체로 본사는 뉴저지주 플로럼 파크에 있으며 버지니아주 알링턴군으로 이전할 계획이다. 거버는 네슬레의 자회사이다.
현재 생산되는 다른 거버 제품에는 젖병과 젖꼭지뿐만 아니라 프리미엄 급유 시스템 수동 마사지 펌프와 같은 모유 수유 용품이 포함된다. 그들은 또한 투스 앤 껌 클렌저와 비타민 드롭스를 포함한 건강 관리 제품 라인을 판매한다.